# Łokomotiw Orsza
Łokomotiw Orsza (błr. Хакейны Клуб Лакаматыў-Орша – Chakiejny Klub Łakamatyu Orsza, ros. Хоккейный Клуб Локомотив-Орша – Chokkiejnyj Klub Łokomotiw Orsza) – białoruski klub hokeja na lodzie z siedzibą w Orszy.

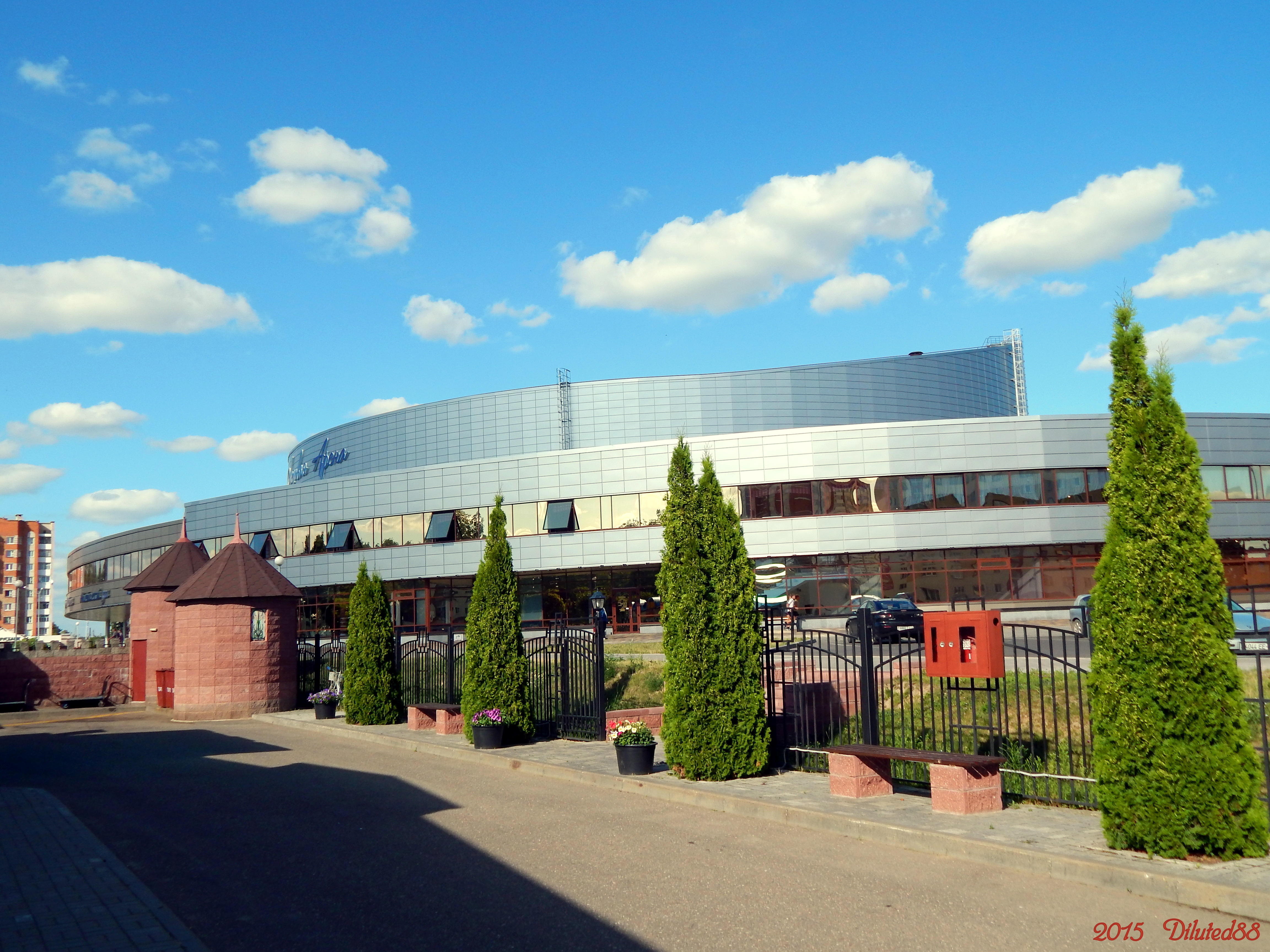
Lodowisko klubu

## Szkoleniowcy
Od lipca 2018 głównym trenerem drużyny był Andrej Rasolka, który odszedł ze stanowiska w październiku 2018, a jego następcą został wówczas Alaksiej Hiro. Wkrótce potem głównym trenerem został mianowany Igor Żylinski. W tym samym miesiącu karierę w drużynie przerwał Iwan Usienka i został trenerem w sztabie, odpowiedzialny za szkolenie napastników. W czerwcu 2022 do sztabu wszedł Dzmitryj Ausiannikau.

## Sukcesy
- Złoty medal Ekstraligi B: 2019, 2020